# Centrolophus
Centrolophus is een monotypisch geslacht van straalvinnige vissen uit de familie van de Centrolophidae, orde van baarsachtigen (Perciformes).

## Soort
- Centrolophus niger (Gmelin, 1789) – Zwarte vis
  - = Perca nigra Gmelin, 1789